# 韩仲良
韩仲良（?—?），唐朝雍州三原人。隋朝太仆少卿韩绍之子，《新唐书宰相世系表》称他是北周少保、三水貞伯韩褒之子。
韩仲良武德初年为大理少卿，受诏与郎楚之等人掌定律令。韩仲良对唐高祖建言：“周代之律，条目有三千，秦法已来，合并为五百。依古则繁，官吏至公，自当奉法，请崇宽简，以示惟新。”唐高祖同意。于是采用《开皇律》宜时而定，是为《武德律》。贞观二年，担任民部尚书。当时尚书左丞戴胄上言请求恢复隋文帝时的社仓制度。韩仲良上奏：“王公已下垦田，每亩交纳二升。至于粟麦粳稻的类别，各按土地产出。贮存在州县，以备凶年。”唐太宗批准了。从此天下州县，开始设置义仓，每有饥荒，就开仓赈给。韩仲良官至刑部尚书、秦州都督府长史、颍川县公。其子韩瑗。